# フォース・ウィング-第四騎竜団の戦姫-
『フォース・ウィング-第四騎竜団の戦姫-』（Fourth Wing）は、アメリカの作家レベッカ・ヤロスによる2023年のニューアダルト、ハイ・ロマンス・ファンタジー小説で、母親のソレンゲイル将軍によってナヴァール王国のバスギアス軍事大学で竜騎手となることを強いられるヴァイオレット・ソレンゲイルの行く末を追っている。ヴァイオレットは書記官科に入るために生涯にわたって訓練を受けてきたにもかかわらず、騎手科でもっとも強力な騎手の1人であるゼイデン・リオーソンに殺されることを避けながら、限界までの厳しい探求や競争に耐えなければならない。
本作は、米国でエンガングルド・パブリッシングのインプリントであるレッド・タワー・ブックスから2023年5月2日に出版された。TikTokの読者コミュニティBookTokで口コミで人気を博し、「ニューヨーク・タイムズ」のベストセラーリストで第1位を獲得することに貢献した。本作は2004年のTikTokブック賞を受賞した。発売第一週で270万冊を売り上げ、およそ30言語に翻訳されている。日本では原島文世による翻訳で、2024年9月4日に早川書房より上下二分冊で出版された。
ヤロスはインタビューの中で、『フォース・ウィング』のアイデアは、出版社がロマンティック・ファンタジー・シリーズを始めると発表したときに生まれ、5つの企画書を提出したと述べている。数回の検討を経て、出版社はエンピリアンの世界を探求する3番目のアイデアを採用した。この物語のインスピレーションは、彼女のドラゴンへの興味、夫との軍隊での経験、そして個人的な苦悩から生まれたものとなっている。本書で描かれているヴァイオレットの身体的な弱さは、ヤロス自身と子供たちの両方に影響を与えているエーラス・ダンロス症候群という遺伝性疾患を患った経験に影響を受けている。ヤロスは、慢性疾患を抱える人々を描き、彼らも英雄的存在になり得ることを示したいと語っている。

## あらすじ
20歳のヴァイオレット・ソレンゲイルは、学生が歩兵、治癒師、書記官、竜騎手の4つの部門から進路を選ぶナヴァール王国のバスギアス軍事大学で司令官を務める母リリス・ソレンゲイルの末娘。王国は竜の魔法によって維持される結界によって守られており、隣国ポロミエル王国からのグリフォン騎兵による攻撃など、他の魔法を防いでいる。
ヴァイオレットは亡き父のような書記官になるために訓練を受けてきたが、母の命令で竜騎手部門に強制的に配属される。彼女は慢性的な痛みや関節の弱さなど身体的な問題を抱えているが、竜と絆を結び、魔法能力（験）を得るために過酷な試練に挑まなければならない。
経験豊富な竜騎手である姉のミラは、ヴァイオレットに竜の鱗で作られた防御用コルセットと、6年前の反乱で死亡した兄ブレナンの助言が書かれた日記を渡して準備を手助けする。反乱軍の子どもたちは「刻印者」としてタトゥーを入れられ、報復として強制的に竜騎手部門に配属される。ミラは、母が反乱鎮圧に関与していたため、刻印者たちがヴァイオレットに復讐しようとする可能性があると警告する。
ヴァイオレットは竜騎手部門に入ると、リアンノン・マティアスと友人になり、ジャック・バーロウによる暗殺未遂を辛くも逃れる。また、反乱軍の指導者だったフェン・リオーソンの息子である三年生のゼイデン・リオーソンと出会う。彼女は幼なじみで片思いの相手デイン・エートスとも再会するが、彼の助言を拒否して竜騎手としての道を選ぶ。ヴァイオレットはリアンノンと共に「第四竜騎団」に配属され、ゼイデンが騎団長、デインが分隊長となる。デインの験は「記憶を読む力」であり、ヴァイオレットはその能力を秘密にすることに同意する。
ヴァイオレットの訓練が始まり、彼女は書記官としての訓練と知性により学科では優秀な成績を収めるが、実戦訓練では苦戦し、母の行為を恨む刻印者たちから命を狙われる。彼女は身体的な不利を補うため、リアンノンに歴史を教える代わりに戦闘訓練を受けることを提案し、同じ分隊のリドックとソーヤーとも親交を深める。兄ブレナンの遺した日記を活用し、対戦相手の情報を事前に把握して毒を盛ることで負傷を回避する。ある夜、薬草を探していたヴァイオレットは、三人以上での集会が禁じられている刻印者たちの秘密会合を盗み聞きし、影を操る能力を持つゼイデンに見つかる。彼は沈黙の代償として将来の借りを要求する。その後、ゼイデンは模擬戦でヴァイオレットに挑むが、殺すことなく戦闘技術の欠点を指摘し、生き残るには戦い方を学ぶべきだと諭す。
「スレッシング」前、ヴァイオレットの分隊は竜との対面を許され、希少な金色の羽尾種と遭遇する。スレッシング当日、ジャックがその竜を殺そうとしていることを知ったヴァイオレットは介入し、襲撃を受けるが、ゼイデンとその竜スーゲイルが現場を見守る中、彼女は攻撃者を退ける。直後に黒竜タールンが現れ、残りの候補生を殺し、ヴァイオレットと絆を結ぶ。さらに黄金竜アンダーナも彼女と絆を結び、史上初の二頭の竜と契約した騎手となる。タールンはスゲイルのつがいであり、つがいの竜は長時間離れられないため、ゼイデンもヴァイオレットの安全に関与することとなる。タールンの前の騎手は、反乱で死亡した兄ブレナンを蘇生しようとして命を落としたナオリン中尉であった。デインはヴァイオレットにキスをするが、彼女は自分の気持ちが冷めていることに気づく。
飛行訓練では身体能力の向上にもかかわらず、タールンの背でのバランスに苦しむ。デインの過保護さに苛立ち、彼女は自分を弱いと見なしていると非難する。ある夜、タールンが彼女を起こし、6人の未契約候補生が寝込みを襲撃する。アンダーナが時間を停止させ、ゼイデンが救出に現れる。ヴァイオレットは、上級生が侵入者を部屋に入れたと明かし、ゼイデンはその上級生を全校生徒の前で糾弾し、処刑に至る。以後、ゼイデンは義兄弟である刻印者リアムをヴァイオレットの護衛に任命する。ヴァイオレットは竜たちとの会話の中で、タールンとの絆によりスゲイルともテレパシーで意思疎通できること、アンダーナが希少種ではなく未成熟な竜であることを知る。時間停止の能力は成長するまで秘密にすべきであり、彼女が狙われる危険がある。数週間後、ヴァイオレットはついにタールンから魔力を受け取り始めるが、感情の制御ができず、竜に影響を与えてしまう。ある夜、タールンがスゲイルへの想いに共鳴したことで感情が高まり、ヴァイオレットはゼイデンにキスをする。その直後、ジャックが模擬戦で彼女を殺そうとするが、彼女はアレルゲンを使って辛くも逃れる。
年次行事である「分隊戦」が開催され、候補生たちは敵から貴重な物品を奪い合う。ヴァイオレットの分隊はソレンゲイル将軍の軍事拠点地図を奪取し、前線の兵士に同行する機会を得る。彼らはモンセラートの軍事拠点へ飛び、ヴァイオレットは姉ミラと再会する。彼女とゼイデンは竜の絆によりテレパシーで意思疎通できることを認識する。訪問はポロミエルからのグリフォン騎兵による襲撃で中断される。その後の旗取りゲームでは、ヴァイオレットがアンダーナの力で時間を停止させ、ジャックの攻撃からリアムを救う。この過程で彼女の験である雷の力が発現し、ジャックを殺害する。その夜、ヴァイオレットとゼイデンは互いの想いに身を委ねるが、ヴァイオレットは感情的なつながりなしに肉体関係を続けることはできないと告げ、ゼイデンにも同様の覚悟を求める。彼女は関係を深めるため、ゼイデンに個人的な質問をし始める。ある夜、ゼイデンと従兄弟のボディが門限後に飛行から戻るのを目撃し、ヴァイオレットは行き先を尋ねる。ゼイデンは結界外の軍事拠点アスベインへ行ったと答えるが、目的は明かさない。
再統一記念日が訪れ、反乱軍の敗北と王国の勝利を祝う中、ヴァイオレットは父を失った悲しみに沈むゼイデンを探す。二人は互いの想いを告白し、再び結ばれるが、直後に戦争ゲームの最終段階が発表される。ゼイデンは刻印者のみで構成された分隊を率いて、ヴァイオレットと共に帝国外の拠点へ向かう。そこでグリフォン騎兵と遭遇し、ヴァイオレットはゼイデンが彼らに武器を密輸していたことを知る。裏切りに衝撃を受けるが、ゼイデンはポロミエルが「ヴェニン」と呼ばれる魔法を汚染する邪悪な存在に襲われていると告げる。ナヴァールの指導者たちはこの事実を知りながら、結界によって守られているため隠蔽しているという。分隊はデインの父であるアエトス大佐からの伝令を受け、彼らが罠にかけられ、ヴェニンがレッソン拠点を襲撃していることを知る。ヴァイオレットはデインが彼女の記憶を盗んでいたことに気づき、ゼイデンのアスベイン訪問などの情報が漏れたことで、彼らが反逆者と疑われる原因となったと悟る。
危険にもかかわらず、ヴァイオレットと分隊はヴェニンに対抗するためグリフォン騎兵を支援する。町の避難には成功するが、リアムの竜が殺され、リアムはヴァイオレットの腕の中で息絶える。ヴァイオレットは雷の力で残りのヴェニンを倒し、弱りつつあるアンダーナの力を借りて時間を停止させる。彼女はヴェニンに重傷を負わされ、ゼイデンと生存者たちは反乱後に放棄されたとされる旧ティリッシュ首都アレティアに避難する。三日後にヴァイオレットは目を覚まし、ゼイデンは信頼を取り戻すことを誓うが、彼女は懐疑的である。そこへ死んだはずの兄ブレナンが現れ、彼女を革命へと迎え入れる。物語は続編『フォース・ウィング2-鉄炎の竜たち-』へと続く形で幕を閉じる。

## 登場人物
竜の騎手は、竜を通じて験（しるし）と呼ばれる特殊能力を操ることができる。

### 主要登場人物
- ヴァイオレット・ソレンゲイル：主人公で、主要な視点人物。他の騎手と比べると小柄で肉体的にも弱いが、母親のリリス・ソレンゲイル将軍の求めに応じて騎手科に入学する。第四騎竜団に配属される。前例のない出来事の中で、星球尾の巨大な黒竜タールニナッハ（タールン）と羽尾の黄金竜アンダーナウラム（アンダーナ）の2頭の騎手となる。
- ゼイデン・リオーソン：反乱の証痕を記された者であり、自分の竜スーゲイルとの絆を通して影を操る能力を有する第四竜騎団の団長。ヴァイオレットの兄を殺害し、その後ヴァイオレットの母親に殺された反乱指導者フェン・リオーソンの息子。このため、ゼイデンとヴァイオレットはお互いに非常に敵対している。ゼイデンは非常に魅力的な人物として描かれており、ヴァイオレットの恋人となる。短剣尾の紺色の青竜スーゲイルの騎手。
- デイン・エートス：ヴァイオレットの子供時代の親友であり、エートス大佐の息子。2年生の騎手であり、第四竜騎団で分隊長を務める。騎竜キャスとの絆を通して、他者に触れて記憶を読み取る能力を有する。ヴァイオレットに恋心を抱いている。剣尾赤竜のカーハの騎手。験：記憶を読む
- リアンノン・マティアス：第四竜騎団に配属された竜騎科の一年生。ヴァイオレットの親友となる。短剣尾緑竜のフィレケと絆を結んでいる。験：召喚
- ソーヤー・ヘンリック：2回目の一年生。ソーヤーとリアンノンは歴史を教えてもらう代わりにヴァイオレットを格闘技で助けることで合意している。ヴァイオレット、リアンノンおよびリドックと仲良くなる。剣尾赤竜のスリシャクと絆を結んでいる。験：金属
- リドック・ギャムリン：第四竜騎団に配属された竜騎科の一年生。非常にユーモアがあり、ヴァイオレット、リアンノン、ソーヤーと仲良くなる。剣尾褐竜のウートラムの騎手。験：氷使い
- リアム・マイリ: 両親が共に反逆を率いたかどで殺された後はゼイデンとともに育った一年生。ジェイの騎手。験：遠見

### その他のバスギアス軍事大学の学生
- ジャック・バーロウ:第一騎竜団に配属された乱暴な一年生で、ヴァイオレットを殺すことを使命としている。
- ジェシニア・ネイルワート: 書記官候補生の一年生で、ヴァイオレットの友人
- オレン・ザイフェルト: 嫉妬深い一年生騎手。第一飛行隊に配属され、ジャックと同様にヴァイオレット殺害を使命とする
- アンバー・メイヴィス: 竜騎団長でデインの親友

### ナヴァール王国の著名な軍関係者
- リリス・ソレンゲイル: ヴァイオレットの母親。尾の形が不明な褐竜アムシルの騎手。験：嵐使い
- ミラ・ソレンゲイル: ヴァイオレットの姉でバスギアス軍事大学の卒業生。彼女は、ヴァイオレットを騎手候補生に強制的に送り込もうとする母親の決断に強く反対している。棒尾の緑竜チェニーの騎手。験：結界拡張
- オーガスティン・メルグレン: ナヴァール軍の総司令官。彼の盟友である黒剣尾竜コーダックは、反乱軍の子供たち、いわゆる「印を刻まれた者たち」に反乱の遺物を与え、メルグレンの印章による保護を与えた。メルグレンは、印を刻まれた者たちが3名以上集まった場合を除き、あらゆる戦いの勝敗を見通すことができる。
- エートス大佐: デインの父親。騎竜と験は不明

### その他の登場人物
- ブレナン・ソレンゲイル: ヴァイオレットの兄。短剣尾の橙竜マーブの騎手。験：癒し
- アッシャー・ソレンゲイル: ヴァイオレットの父親
- フェン・リオーソン: ゼイデンの父親で、ナヴァール政府に対する反乱の指導者だった歩兵。フェンは価値観を重んじる人物で、ゼイデンにも自分の道を歩んでほしいと考えていた。政府に対する彼の行動とブレナン・ソレンゲイルの死により、フェン・リオーソンは死刑判決を受け、リリス・ソレンゲイルが処刑を指揮した。
- イモジェン・カルデューロ: バスギアス軍事大学の2年生騎手で、ゼイデンを支える友人にして、ヴァイオレットの潜在的同盟者
- ギャリック・テイヴィス: ゼイデンの幼馴染で親友。忠誠心と不屈の精神が特徴
- カー教授: バスギアス軍事大学の知識豊富な指導者

## 評価
本作は批評家から概ね好評を博した。パブリッシャーズ・ウィークリー誌は星付きレビューを掲載し、世界観、登場人物、そして「セクシーなダーク・アカデミアの美学」を称賛した。アラナ・ジョリ・アボットは、ペースト誌のレビューで、馴染みのある比喩表現を称賛し、N・E・ダヴェンポートの『Blood Trials』やサラ・J・マースの『A Court of Thorns and Roses』といったファンタジーシリーズと比べた。この本は、2023年から2024年にかけて、アメリカの公共図書館で最も多く貸出されている書籍の一つだった。
『フォース・ウィング』はBookTokでバイラル現象となり、「#FourthWing」と「#RebeccaYarros」というハッシュタグは合わせて10億回以上再生されている。その人気により、Amazonのベストセラーリストで1位を獲得し、ニューヨーク・タイムズのベストセラーリストでも18週間1位を維持した。ロマンスとファンタジーの要素を融合させた「ロマンタジー」ジャンルの普及に貢献したとされている。
『The Mary Sue』のキンバリー・テラサキは、原作では肌の色が濃いと描写されているにもかかわらず、主人公の主な恋人であるゼイデンをファンアートでは白人として描くというファンダム内の現象について書いている。ヤロスもこの現象についてコメントし、このキャラクターは白人である意図はないと主張した。
スクール・ライブラリー・ジャーナル誌のタマラ・サーリネンによる書評では、学校図書館の視点から『フォース・ウィング』を取り上げている。彼女は、現代的な冒涜表現や性的なシーンが出てくることから、この本は年上のティーンエイジャーの読者により適していると述べている。とはいえ、彼女は学校図書館にとって全体的に肯定的な評価を与え、「ロマンティック」なファンを惹きつけるだろうと述べている。
続編の『フォース・ウィング2-鉄炎の竜たち-』は2023年11月7日に出版された。三冊目の『Onyx Storm』は2025年1月21日に出版された。

## メディア展開
2023年10月、バラエティ誌はAmazon MGMスタジオでこのシリーズのテレビドラマ化が進行中であると報じた。また、AmazonとOutlier Societyがシリーズの全書籍の権利を取得し、レベッカ・ヤロスとリズ・ペルティエが製作総指揮を務めることが発表された。
2025年3月、ヤロスは『エンパイリアン』シリーズ全3巻のグラフィックノベル化が進行中であることを発表した。ヤロスは、コミック制作チームと共に、自らテキストの翻案を行うと述べている。全3巻を網羅する計6冊のグラフィックノベルが計画されている。このプロジェクトは、Ten Speed Graphic、Piatkus、Entangled Publishingとの提携によるものである。発売日は未定となっている。